# 상품초등학교
상품초등학교는 대한민국 경기도 여주시에 있는 공립 초등학교이다.

## 학교 연혁
- 1937년 10월 20일 상품공립보통학교 인가
- 1950년 4월 1일 상품국민학교로 개칭
- 1974년 3월 1일 이포국민학교 주록분교 본교로 편입
- 1996년 3월 1일 상품초등학교로 교명 개칭
- 2015년 2월 13일 제74회 졸업식(20명)(총 3,199명)
- 2015년 3월 1일 6학급 편성(특수 1)
- 2015년 3월 3일 병설유치원 1학급 편성
- 2017년 3월 1일 제30대 유영부 교장 취임